# Старий Хатч
Старий Гатч (англ. Old Hutch) — американська мелодрама режисера Дж. Волтера Рубена 1936 року.

## У ролях
- Воллес Бірі — «Гатч» Гатчінс
- Ерік Лінден — Девід «Дейв» Джоллі
- Сесілія Паркер — Ірен Гатчінс
- Елізабет Паттерсон — місіс Сара Гатчінс
- Роберт МакВейд — містер Джоллі
- Керолайн Перкінс — Керрі Гатчінс
- Джулія Перкінс — Джулі Гатчінс
- Делмар Вотсон — Аллі Гатчінс
- Гаррі Вотсон — Фредді Гатчінс